# 5224 Аббе
5224 Аббе (1982 DX3, 1989 GY4, 1990 RJ, 5224 Abbe) — астероїд головного поясу, відкритий 21 лютого 1982 року.
Тіссеранів параметр щодо Юпітера — 3,618.